# Historia de la televisión en catalán
La Historia de la televisión en catalán comienza en la década de 1960.

## Inicios y desarrollo

Logo de TV3 del año 1983

Las primeras emisiones regulares en catalán se iniciaron durante el  franquismo y fueron en Televisión Española (TVE) desde los Estudios de Miramar en Barcelona, comenzando en el año 1964 y consistieron en obras de teatro (Teatre Català, Lletres Catalanes), programas especiales sobre fiestas y tradiciones y divulgativos (Mare Nostrum). Estos programas se emitían en desconexión para Cataluña y las Islas Baleares. En los años 70 aparecen magazines como Miramar, Mirador y Nova Gent, se crean los centros de producción de TVE en la Comunidad Valenciana y en las Islas Baleares y se empieza a emitir diariamente en catalán.
El 3 de marzo de 1982 José Félix Pons y José María Casanovas fueron los relatores de la primera retransmisión de un partido de fútbol televisado en catalán de la historia: una ida de los cuartos de final de la Recopa de Europa entre el Lokomotive Leipzig y el FC Barcelona, en el Zentralstadion de Leipzig. Hasta ese año la Televisión Española había considerado políticamente incorrecto el uso del catalán en retransmisiones de fútbol. El consentimiento para este partido se obtuvo como contrapartida por la discriminación sufrida por el Barça en varios partidos retransmitidos ese año en el Palau Blaugrana y por la presión ejercida por la prensa de Barcelona. Este primer partido televisado en catalán se vivió como un evento muy importante en Cataluña.
En 1983 se inaugura Televisión de Cataluña, que llega tan sólo a un 70% de habitantes de Cataluña. En 1985, un grupo de radioaficionados de Sueca monta un pequeño repetidor y logra recoger la señal de TV3. Es precintado por el Delegado del Gobierno español, Eugeni Burriel (PSPV-PSOE). En 1986 todo el País Valenciano podía recibir TV3 gracias a los repetidores instalados por Acció Cultural del País Valencià. TV3 también amplía sus emisiones en las Islas Baleares, el departamento francés de Pirineos Orientales y la Franja de Aragón. En 1989 se crea Canal 33, el segundo canal de TVC.
En 1989 se crea Televisió Valenciana, que nace envuelta en polémica, entre otras cosas porque empezaba a emitir por la misma frecuencia que usaba ACPV para la señal de TVC. Por otro lado, el modelo lingüístico adoptado decepciona a todos: una gran parte de la programación se hace siempre en castellano, como los filmes o coproducciones con otros canales. El segundo canal de la Televisión Valenciana comenzó las emisiones regulares la díada del 9 de octubre de 1997 con el nombre de Notícies 9, dando origen a interferencias a la emisión de TV3 en algunas comarcas a medida que iba implantándose el segundo canal. Posteriormente, el 1 de mayo de 1999, cambió de imagen y marca pasando a ser Punt Dos, y en 2010 Nou Dos. En marzo de 2007 la Generalidad Valenciana, gobernada por el Partido Popular, prohíbe las emisiones de TV3 en el País Valenciano. ACPV negó a cerrar los repetidores y en noviembre del mismo año la Generalidad ejecuta su cierre forzoso. El 3 de febrero de 2009 nació Nou 24, especializado en noticias y reportajes.
En la década de 1990 aparecen en España las televisiones privadas, Canal +, Tele 5 y Antena 3. Algunas, como Tele 5 y Antena 3, hacen desconexiones para el Principado de Andorra y Antena 3 llega a emitir en 1997 algunos episodios de Los Simpson en catalán. En 1995 se crea Andorra Televisión, el primer canal estatal de Andorra, y se legalizan las televisiones locales y comarcales, que paulatinamente se hacen lugar en el panorama televisivo catalán. En 1997 se crea Notícies 9, que pasará a llamarse Punt 2, y en 1999, nace la red de televisión de la Diputación de Barcelona con el nombre de Red de Televisiones Locales, y en 2003 Comunicalia, para aglutinar las incluidas en el Consorcio Local y Comarcal de Comunicación, nacida en 1998 a partir de las Diputaciones de Gerona, Tarragona, Lérida, y varios consejos comarcales y ayuntamientos. Ambas redes disponían de emisoras de Baleares y la Comunidad Valenciana, Comunicalia, una de Andorra. Buena parte de las televisiones locales estaban afiliadas a ambas redes.
El 23 de abril de 2001 se comenzó a emitir un canal de televisión privado de Cataluña, City TV. En sus inicios apostó por contratar presentadores catalanes muy populares como Jordi González, Alfons Arús, Àngel Llàcer, Toni Clapés, Llucià Ferrer o Toni Soler, después conocido como Td8, y más tarde, 8tv.
Hasta 2005, cuando se crea IB3, no hubo televisión autonómica en las Islas Baleares. En una primera fase el modelo lingüístico adoptado por IB3 era también bilingüe con gran parte de contenidos en castellano, pero con el tiempo evolucionó hacia un modelo predominantemente en catalán y con algunos doblajes ya realizados por TV3.

## Crisis en el sistema audiovisual catalán
A partir de la creación de la nueva ley de medios audiovisuales de Cataluña, en 2010, la televisión pública catalana empezó un bajón notable en términos de audiencia y en consecuencia el catalán perdió un gran espectro del público televisivo en relación con el castellano.
En 2011 Comunicàlia anunció a las 33 televisiones que tenía adheridas su cierre, por la falta de financiación debida a la crisis económica y el recorte de gastos de las administraciones. La actividad de la Red de Televisiones Locales fue asumida por La Red de Comunicación Local a partir de enero de 2013, fruto de la integración de todas las entidades de apoyo al audiovisual local impulsadas por la Diputación de Barcelona.
La dura crisis que atravesaba el ente público valenciano hizo fusionar en 2013 Nou Dos i Nou 24, y el Cierre de Radiotelevisión Valenciana fue un proceso que se llevó a cabo en noviembre de 2013 mediante el cual la Generalidad Valenciana va clausurar el grupo Radiotelevisión Valenciana. Fue retransmitido en directo y vino precedido por un conjunto de escándalos de 'manipulación periodística' y censura informativa y de endeudamiento.

## Actualidad
La Corporación Valenciana de Medios de Comunicación es un organismo de la Generalidad Valenciana, aunque con autonomía en la gestión e independencia funcional, encargado de producir y difundir productos audiovisuales, que desde julio de 2016 es el sucesor del ente Radiotelevisión Valenciana,
TV3 en 2020 alcanzó el hito de once años consecutivos líder de audiencia en Cataluña.
Después de varias etapas de altibajos, desde 2019 las audiencias de 8tv bajaron hasta alcanzar mínimos por debajo del 1%. Esto desencadenó que el Grupo Godó, propietario principal desde sus orígenes, desistiera de su inversión televisiva y transfiriera la totalidad de acciones a un grupo privado propiedad de los empresarios Nicola Pedrazzoli y Borja García-Nieto, con una reformulación de la oferta a partir de finales de agosto de 2021.